# Football Club de Sion 2012-2013
Questa voce raccoglie le informazioni riguardanti il Football Club de Sion nelle competizioni ufficiali della stagione 2012-2013.

## Stagione
Nella stagione 2012-2013 il Sion, allenato da Sébastien Fournier, Michel Decastel, Pierre-André Schürmann, Víctor Muñoz, Gennaro Gattuso e Arno Rossini, concluse il campionato di Super League al 6º posto. In Coppa Svizzera il Sion fu eliminato in semifinale dal Basilea.

## Rosa
| N. |                             | Ruolo | Calciatore          |
| -- | --------------------------- | ----- | ------------------- |
| 1  | Lettonia (bandiera)         | P     | Andris Vaņins       |
| 2  | Kosovo (bandiera)           | C     | Benjamin Kololli    |
| 3  | Brasile (bandiera)          | D     | Aislan              |
| 4  | Brasile (bandiera)          | D     | Adaílton            |
| 4  | Svizzera (bandiera)         | D     | Léo Lacroix         |
| 5  | Portogallo (bandiera)       | D     | André Marques       |
| 6  | Angola (bandiera)           | C     | Joaquim Adão        |
| 8  | Italia (bandiera)           | C     | Gennaro Gattuso     |
| 9  | Francia (bandiera)          | C     | Abdoul Yoda         |
| 10 | Tunisia (bandiera)          | C     | Oussama Darragi     |
| 11 | Brasile (bandiera)          | A     | Léo Itaperuna       |
| 12 | Svizzera (bandiera)         | C     | Edimilson Fernandes |
| 12 | Irlanda del Nord (bandiera) | A     | Kyle Lafferty       |
| 13 | Svizzera (bandiera)         | D     | Mathieu Debons      |
| 14 | Albania (bandiera)          | C     | Vullnet Basha       |
| 15 | Paesi Bassi (bandiera)      | D     | Michael Dingsdag    |
| 16 | Svizzera (bandiera)         | C     | Didier Crettenand   |

| N. |                     | Ruolo | Calciatore         |
| -- | ------------------- | ----- | ------------------ |
| 17 | Svizzera (bandiera) | C     | Matteo Fedele      |
| 18 | Svizzera (bandiera) | P     | Kevin Fickentscher |
| 19 | Svizzera (bandiera) | A     | Gaëtan Karlen      |
| 20 | Ungheria (bandiera) | D     | Vilmos Vanczák     |
| 21 | Camerun (bandiera)  | A     | Yannick N'Djeng    |
| 22 | Serbia (bandiera)   | A     | Dragan Mrđa        |
| 23 | Svizzera (bandiera) | C     | Xavier Margairaz   |
| 24 | Svizzera (bandiera) | C     | Max Veloso         |
| 25 | Svizzera (bandiera) | C     | Evan Melo          |
| 26 | Svizzera (bandiera) | C     | Gelson Fernandes   |
| 29 | Italia (bandiera)   | P     | Steve Saffioti     |
| 29 | Svizzera (bandiera) | C     | Alberto Regazzoni  |
| 29 | Svizzera (bandiera) | A     | Grégory Karlen     |
| 30 | Svizzera (bandiera) | P     | Steven Deana       |
| 31 | Svizzera (bandiera) | D     | Arnaud Bühler      |
| 32 | Svizzera (bandiera) | C     | Anthony Sauthier   |
| 34 | Senegal (bandiera)  | D     | Birama Ndoye       |

## Organigramma societario
Area tecnica
- Allenatore: Michel Decastel
- Allenatore in seconda:
- Preparatore dei portieri: Romain Crevoisier
- Preparatori atletici:

## Calciomercato

### Sessione estiva
| Acquisti | Acquisti        | Acquisti         | Acquisti |
| R.       | Nome            | da               | Modalità |
| -------- | --------------- | ---------------- | -------- |
| A        | Mathieu Manset  | Shanghai Shenhua |          |
| D        | André Marques   | Beira-Mar        |          |
| C        | Oussama Darragi | Espérance        |          |
| C        | Gennaro Gattuso | Milan            |          |
| A        | Kyle Lafferty   | Rangers          |          |
| A        | Léo Itaperuna   | Arapongas        |          |

| Cessioni | Cessioni             | Cessioni  | Cessioni |
| R.       | Nome                 | a         | Modalità |
| -------- | -------------------- | --------- | -------- |
| A        | Danilo               | Zorja     |          |
| C        | Gabri                | Losanna   |          |
| A        | Danick Yerly         | Chiasso   |          |
| D        | Adaílton             | Henan     |          |
| C        | Florian Berisha      | Aarau     |          |
| C        | Ferrugem             | Losanna   |          |
| A        | Cristian Florin Ianu | Wohlen    |          |
| C        | Mario Mutsch         | San Gallo |          |
| C        | Geoffrey Tréand      | Servette  |          |

### Sessione invernale
| Acquisti | Acquisti         | Acquisti         | Acquisti |
| R.       | Nome             | da               | Modalità |
| -------- | ---------------- | ---------------- | -------- |
| A        | Yannick N'Djeng  | Espérance        |          |
| C        | Gelson Fernandes | Sporting Lisbona |          |

| Cessioni | Cessioni           | Cessioni        | Cessioni |
| R.       | Nome               | a               | Modalità |
| -------- | ------------------ | --------------- | -------- |
| A        | Mathieu Manset     | Carlisle Utd    |          |
| C        | Sébastien Wüthrich | San Gallo       |          |
| D        | José Gonçalves     | N.E. Revolution |          |
| C        | Serey Dié          | Basilea         |          |

## Risultati

### Super League

#### Prima fase, girone di andata
| Arbitro: | Klossner |

|  |           |                    |
|  | Marcatori | 39’, 77’ Itaperuna |

| Arbitro: | Jaccottet |

|                   |           |  |
| Manset 86’ (rig.) | Marcatori |  |

| Arbitro: | Zimmermann |

|  |           |                                    |
|  | Marcatori | 29’ Margairaz 90’ Dié 90’ Lafferty |

| Arbitro: | Hänni |

|               |           |           |
| Itaperuna 80’ | Marcatori | 49’ Kováč |

| Arbitro: | Gremaud |

|  |           |                          |
|  | Marcatori | 12’ Bühler 86’ Margairaz |

| Arbitro: | Kever |

|                |           |  |
| Crettenand 24’ | Marcatori |  |

| Arbitro: | Wermelinger |

|                       |           |  |
| Chiumiento 35’ (rig.) | Marcatori |  |

| Arbitro: | Amhof |

|  |           |                              |
|  | Marcatori | 12’, 43’ Mathys 90’ Scarione |

| Arbitro: | Kever |

|                    |           |              |
| Itaperuna 14’, 61’ | Marcatori | 42’ Ngamukol |

#### Prima fase, girone di ritorno
| Arbitro: | Bieri |

|                                      |           |             |
| Degen 42’, 56’ Stocker 74’ Sauro 80’ | Marcatori | 44’ Gattuso |

| Arbitro: | Graf |

|                           |           |                             |
| Lafferty 7’ Margairaz 26’ | Marcatori | 46’ Gavranović 90’ Teixeira |

| Arbitro: | Hänni |

|                                       |           |                               |
| Margairaz 30’ Lafferty 38’ Bühler 75’ | Marcatori | 20’ (rig.) Andrist 90’ Puljić |

| Arbitro: | Pache |

|            |           |               |
| Ghezal 43’ | Marcatori | 85’ Margairaz |

| Arbitro: | Gremaud |

|             |           |             |
| Vanczák 50’ | Marcatori | 81’ Marazzi |

| Arbitro: | Studer |

|  |           |                                        |
|  | Marcatori | 38’ Bühler 83’ Crettenand 90’ Wüthrich |

| Arbitro: | Carrell |

|  |           |                                   |
|  | Marcatori | 45’ (rig.) Lafferty 77’ Itaperuna |

| Arbitro: | Bieri |

|               |           |          |
| Itaperuna 30’ | Marcatori | 3’ Gashi |

| Arbitro: | Hänni |

|                                 |           |              |
| Nef 45’ Nuzzolo 78’ (rig.), 90’ | Marcatori | 29’ Dingsdag |

#### Seconda fase, girone di andata
| Arbitro: | Studer |

|                                    |           |  |
| Streller 45’ Salah 52’ Stocker 58’ | Marcatori |  |

| Arbitro: | Bieri |

|                      |           |  |
| Montandon 64’ (aut.) | Marcatori |  |

| Arbitro: | Kever |

|                                                  |           |  |
| Salamand 8’ Ferreira 10’ Schneuwly 35’ Sadik 74’ | Marcatori |  |

| Arbitro: | Klossner |

|                                 |           |             |
| Drmić 13’, 63’ Schönbächler 38’ | Marcatori | 62’ N'Djeng |

| Arbitro: | Graf |

|  |           |             |
|  | Marcatori | 14’ Malonga |

| Berna 17 marzo 2013, ore 13:45 CET 24ª giornata | Young Boys | 0 – 0 referto | Sion | Stade de Suisse (15 173 spett.)\| Arbitro: \| Amhof \| |
| Arbitro:                                        | Amhof      |               |      |                                                        |

| Arbitro: | Bieri |

|               |           |                |
| Itaperuna 61’ | Marcatori | 77’ de Azevedo |

| Arbitro: | Graf |

|                          |           |          |
| Lacroix 27’ Lafferty 67’ | Marcatori | 51’ Wiss |

| Arbitro: | Studer |

|               |           |          |
| Feltscher 37’ | Marcatori | 66’ Yoda |

#### Seconda fase, girone di ritorno
| Sion 21 aprile 2013, ore 16:00 CEST 28ª giornata | Sion      | 0 – 0 referto | Young Boys | Stade Tourbillon (9 100 spett.)\| Arbitro: \| Jaccottet \| |
| Arbitro:                                         | Jaccottet |               |            |                                                            |

| Arbitro: | Klossner |

|                                             |           |  |
| Vitkieviez 2’ Tréand 19’ Karanović 55’, 68’ | Marcatori |  |

| Arbitro: | Kever |

|  |           |          |
|  | Marcatori | 44’ Díaz |

| Arbitro: | Bieri |

|              |           |                                            |
| Sonnerat 28’ | Marcatori | 17’ (rig.) N'Djeng 43’ Kololli 74’ Darragi |

| Arbitro: | Amhof |

|                                                      |           |  |
| Wüthrich 10’ Scarione 16’, 27’, 69’ (rig.) Jagne 88’ | Marcatori |  |

| Arbitro: | Klossner |

|  |           |                                              |
|  | Marcatori | 25’ Gashi 33’ Zuber 64’ Ngamukol 90’ Brahimi |

| Arbitro: | Hänni |

|  |           |               |
|  | Marcatori | 58’ Schneuwly |

| Arbitro: | Graf |

|                |           |  |
| Gygax 17’, 84’ | Marcatori |  |

| Arbitro: | Bieri |

|                                               |           |                          |
| Vanczák 54’ Kololli 61’ Karlen 73’ Veloso 86’ | Marcatori | 50’ Gavranović 55’ Drmić |

### Coppa Svizzera
| 16 settembre 2012, ore 15:30 CEST Primo turno | Richemond | 0 – 1 | Sion |  |

| 11 novembre 2012, ore 14:30 CET Secondo turno | Hergiswil | 0 – 3 | Sion |  |

| 3 febbraio 2013, ore 14:30 CET Ottavi di finale | Kriens | 0 – 4 | Sion |  |

| Arbitro: | Jaccottet |

|  |           |                                |
|  | Marcatori | 28’ Vanczák 90’ (rig.) N'Djeng |

| Arbitro: | Hänni |

|  |           |             |
|  | Marcatori | 73’ Stocker |

## Statistiche

### Statistiche di squadra
| Competizione   | Punti | In casa | In casa | In casa | In casa | In casa | In casa | In trasferta | In trasferta | In trasferta | In trasferta | In trasferta | In trasferta | Totale | Totale | Totale | Totale | Totale | Totale | DR  |
| Competizione   | Punti | G       | V       | N       | P       | Gf      | Gs      | G            | V            | N            | P            | Gf           | Gs           | G      | V      | N      | P      | Gf     | Gs     | DR  |
| -------------- | ----- | ------- | ------- | ------- | ------- | ------- | ------- | ------------ | ------------ | ------------ | ------------ | ------------ | ------------ | ------ | ------ | ------ | ------ | ------ | ------ | --- |
| Super League   | 48    | 18      | 7       | 6       | 5       | 20      | 22      | 18           | 6            | 3            | 9            | 20           | 32           | 36     | 13     | 9      | 14     | 40     | 54     | -14 |
| Coppa Svizzera | -     | 1       | 0       | 0       | 1       | 0       | 1       | 4            | 4            | 0            | 0            | 10           | 0            | 5      | 4      | 0      | 1      | 10     | 1      | +9  |
| Totale         | 48    | 19      | 7       | 6       | 6       | 20      | 23      | 22           | 10           | 3            | 9            | 30           | 32           | 41     | 17     | 9      | 15     | 50     | 55     | -5  |

### Andamento in campionato
| Giornata  | 1 | 2 | 3 | 4 | 5 | 6 | 7 | 8 | 9 | 10 | 11 | 12 | 13 | 14 | 15 | 16 | 17 | 18 | 19 | 20 | 21 | 22 | 23 | 24 | 25 | 26 | 27 | 28 | 29 | 30 | 31 | 32 | 33 | 34 | 35 | 36 |
| --------- | - | - | - | - | - | - | - | - | - | -- | -- | -- | -- | -- | -- | -- | -- | -- | -- | -- | -- | -- | -- | -- | -- | -- | -- | -- | -- | -- | -- | -- | -- | -- | -- | -- |
| Luogo     | T | C | T | C | T | C | T | C | C | T  | C  | C  | T  | C  | T  | T  | C  | T  | T  | C  | T  | T  | C  | T  | C  | C  | T  | C  | T  | C  | T  | T  | C  | C  | T  | C  |
| Risultato | V | V | V | N | V | V | P | P | V | P  | N  | V  | N  | N  | V  | V  | N  | P  | P  | V  | P  | P  | P  | N  | N  | V  | N  | N  | P  | P  | V  | P  | P  | P  | P  | V  |
| Posizione | 1 | 1 | 1 | 1 | 1 | 1 | 1 | 3 | 3 | 3  | 3  | 3  | 3  | 3  | 3  | 3  | 3  | 4  | 4  | 3  | 4  | 4  | 4  | 4  | 4  | 4  | 4  | 4  | 4  | 4  | 4  | 5  | 5  | 6  | 6  | 6  |

Legenda:

Luogo: C = Casa; T = Trasferta. Risultato: V = Vittoria; N = Pareggio; P = Sconfitta.

### Statistiche dei giocatori
| Giocatore       | Barrage Super League | Barrage Super League | Barrage Super League | Barrage Super League | Super League | Super League | Super League | Super League | Coppa Svizzera | Coppa Svizzera | Coppa Svizzera | Coppa Svizzera | Totale   | Totale | Totale      | Totale     |
| Giocatore       | Presenze             | Reti                 | Ammonizioni          | Espulsioni           | Presenze     | Reti         | Ammonizioni  | Espulsioni   | Presenze       | Reti           | Ammonizioni    | Espulsioni     | Presenze | Reti   | Ammonizioni | Espulsioni |
| --------------- | -------------------- | -------------------- | -------------------- | -------------------- | ------------ | ------------ | ------------ | ------------ | -------------- | -------------- | -------------- | -------------- | -------- | ------ | ----------- | ---------- |
| A. Adaílton     | 2                    | 0                    | 0                    | 0                    | 14           | 0            | 1            | 1            | 1              | 0              | 0              | 0              | 17       | 0      | 1           | 1          |
| A. Adão         | 0                    | 0                    | 0                    | 0                    | 12           | 0            | 0            | 0            | 0              | 0              | 0              | 0              | 12       | 0      | 0           | 0          |
| A. Aislan       | 1                    | 0                    | 0                    | 0                    | 14           | 0            | 4            | 0            | 0              | 0              | 0              | 0              | 15       | 0      | 4           | 0          |
| M. Bakrač       | 0                    | 0                    | 0                    | 0                    | 0            | 0            | 0            | 0            | 0              | 0              | 0              | 0              | 0        | 0      | 0           | 0          |
| V. Basha        | 0                    | 0                    | 0                    | 0                    | 25           | 0            | 5            | 1            | 2              | 0              | 0              | 0              | 27       | 0      | 5           | 1          |
| F. Berisha      | 0                    | 0                    | 0                    | 0                    | 0            | 0            | 0            | 0            | 0              | 0              | 0              | 0              | 0        | 0      | 0           | 0          |
| A. Bühler       | 2                    | 0                    | 2                    | 0                    | 33           | 3            | 4            | 0            | 2              | 0              | 0              | 0              | 37       | 3      | 6           | 0          |
| D. Crettenand   | 2                    | 0                    | 0                    | 0                    | 29           | 2            | 1            | 0            | 2              | 0              | 1              | 0              | 33       | 2      | 2           | 0          |
| D. Danilo       | 1                    | 0                    | 0                    | 0                    | 0            | 0            | 0            | 0            | 0              | 0              | 0              | 0              | 1        | 0      | 0           | 0          |
| O. Darragi      | 0                    | 0                    | 0                    | 0                    | 24           | 1            | 6            | 0            | 1              | 0              | 0              | 0              | 25       | 1      | 6           | 0          |
| S. Deana        | 0                    | 0                    | 0                    | 0                    | 0            | 0            | 0            | 0            | 0              | 0              | 0              | 0              | 0        | 0      | 0           | 0          |
| M. Debons       | 0                    | 0                    | 0                    | 0                    | 0            | 0            | 0            | 0            | 0              | 0              | 0              | 0              | 0        | 0      | 0           | 0          |
| M. Dingsdag     | 2                    | 0                    | 0                    | 0                    | 29           | 1            | 7            | 1            | 2              | 0              | 1              | 0              | 33       | 1      | 8           | 1          |
| S. Dié          | 2                    | 0                    | 0                    | 0                    | 12           | 1            | 2            | 1            | 0              | 0              | 0              | 0              | 14       | 1      | 2           | 1          |
| M. Fedele       | 0                    | 0                    | 0                    | 0                    | 4            | 0            | 0            | 0            | 0              | 0              | 0              | 0              | 4        | 0      | 0           | 0          |
| E. Fernandes    | 0                    | 0                    | 0                    | 0                    | 1            | 0            | 0            | 0            | 0              | 0              | 0              | 0              | 1        | 0      | 0           | 0          |
| G. Fernandes    | 0                    | 0                    | 0                    | 0                    | 14           | 0            | 4            | 0            | 1              | 0              | 1              | 0              | 15       | 0      | 5           | 0          |
| F. Ferrugem     | 1                    | 0                    | 0                    | 0                    | 0            | 0            | 0            | 0            | 0              | 0              | 0              | 0              | 1        | 0      | 0           | 0          |
| K. Fickentscher | 0                    | 0                    | 0                    | 0                    | 0            | 0            | 0            | 0            | 0              | 0              | 0              | 0              | 0        | 0      | 0           | 0          |
| G. Gabri        | 0                    | 0                    | 0                    | 0                    | 0            | 0            | 0            | 0            | 0              | 0              | 0              | 0              | 0        | 0      | 0           | 0          |
| G. Gattuso      | 0                    | 0                    | 0                    | 0                    | 27           | 1            | 11           | 0            | 2              | 0              | 1              | 0              | 29       | 1      | 12          | 0          |
| J. Gonçalves    | 0                    | 0                    | 0                    | 0                    | 1            | 0            | 1            | 0            | 0              | 0              | 0              | 0              | 1        | 0      | 1           | 0          |
| C. Ianu         | 1                    | 0                    | 0                    | 0                    | 0            | 0            | 0            | 0            | 0              | 0              | 0              | 0              | 1        | 0      | 0           | 0          |
| L. Itaperuna    | 0                    | 0                    | 0                    | 0                    | 33           | 8            | 7            | 0            | 2              | 0              | 0              | 0              | 35       | 8      | 7           | 0          |
| G. Karlen       | 0                    | 0                    | 0                    | 0                    | 3            | 1            | 0            | 0            | 0              | 0              | 0              | 0              | 3        | 1      | 0           | 0          |
| G. Karlen       | 0                    | 0                    | 0                    | 0                    | 0            | 0            | 0            | 0            | 0              | 0              | 0              | 0              | 0        | 0      | 0           | 0          |
| B. Kololli      | 0                    | 0                    | 0                    | 0                    | 7            | 2            | 0            | 0            | 0              | 0              | 0              | 0              | 7        | 2      | 0           | 0          |
| L. Lacroix      | 0                    | 0                    | 0                    | 0                    | 9            | 1            | 2            | 0            | 1              | 0              | 0              | 0              | 10       | 1      | 2           | 0          |
| K. Lafferty     | 0                    | 0                    | 0                    | 0                    | 25           | 5            | 10           | 0            | 1              | 0              | 0              | 0              | 26       | 5      | 10          | 0          |
| M. Manset       | 0                    | 0                    | 0                    | 0                    | 5            | 1            | 1            | 0            | 0              | 0              | 0              | 0              | 5        | 1      | 1           | 0          |
| X. Margairaz    | 2                    | 1                    | 1                    | 0                    | 20           | 5            | 8            | 0            | 0              | 0              | 0              | 0              | 22       | 6      | 9           | 0          |
| A. Marques      | 0                    | 0                    | 0                    | 0                    | 21           | 0            | 3            | 1            | 1              | 0              | 0              | 0              | 22       | 0      | 3           | 1          |
| C. Mbondi       | 0                    | 0                    | 0                    | 0                    | 0            | 0            | 0            | 0            | 0              | 0              | 0              | 0              | 0        | 0      | 0           | 0          |
| E. Melo         | 0                    | 0                    | 0                    | 0                    | 2            | 0            | 0            | 0            | 0              | 0              | 0              | 0              | 2        | 0      | 0           | 0          |
| D. Mrđa         | 2                    | 2                    | 2                    | 0                    | 5            | 0            | 0            | 0            | 0              | 0              | 0              | 0              | 7        | 2      | 2           | 0          |
| M. Mutsch       | 2                    | 0                    | 0                    | 0                    | 0            | 0            | 0            | 0            | 0              | 0              | 0              | 0              | 2        | 0      | 0           | 0          |
| Y. N'Djeng      | 0                    | 0                    | 0                    | 0                    | 16           | 2            | 3            | 0            | 2              | 1              | 0              | 0              | 18       | 3      | 3           | 0          |
| B. Ndoye        | 0                    | 0                    | 0                    | 0                    | 3            | 0            | 0            | 0            | 0              | 0              | 0              | 0              | 3        | 0      | 0           | 0          |
| G. Obradović    | 1                    | 0                    | 0                    | 0                    | 0            | 0            | 0            | 0            | 0              | 0              | 0              | 0              | 1        | 0      | 0           | 0          |
| A. Regazzoni    | 0                    | 0                    | 0                    | 0                    | 11           | 0            | 2            | 0            | 1              | 0              | 1              | 0              | 12       | 0      | 3           | 0          |
| S. Saffioti     | 0                    | 0                    | 0                    | 0                    | 0            | 0            | 0            | 0            | 0              | 0              | 0              | 0              | 0        | 0      | 0           | 0          |
| A. Sauthier     | 0                    | 0                    | 0                    | 0                    | 14           | 0            | 0            | 0            | 1              | 0              | 0              | 0              | 15       | 0      | 0           | 0          |
| G. Tréand       | 0                    | 0                    | 0                    | 0                    | 0            | 0            | 0            | 0            | 0              | 0              | 0              | 0              | 0        | 0      | 0           | 0          |
| V. Vanczák      | 2                    | 0                    | 0                    | 0                    | 31           | 2            | 8            | 0            | 2              | 1              | 0              | 0              | 35       | 3      | 8           | 0          |
| A. Vaņins       | 2                    | 0                    | 0                    | 0                    | 36           | 0            | 3            | 0            | 2              | 0              | 0              | 0              | 40       | 0      | 3           | 0          |
| M. Veloso       | 0                    | 0                    | 0                    | 0                    | 3            | 1            | 0            | 0            | 0              | 0              | 0              | 0              | 3        | 1      | 0           | 0          |
| S. Wüthrich     | 1                    | 0                    | 0                    | 0                    | 13           | 1            | 1            | 0            | 0              | 0              | 0              | 0              | 14       | 1      | 1           | 0          |
| D. Yerly        | 1                    | 0                    | 0                    | 0                    | 0            | 0            | 0            | 0            | 0              | 0              | 0              | 0              | 1        | 0      | 0           | 0          |
| A. Yoda         | 1                    | 0                    | 0                    | 0                    | 7            | 1            | 0            | 0            | 2              | 0              | 0              | 0              | 10       | 1      | 0           | 0          |